# Завістовщизна
Завістовщизна (пол. Zawistowszczyzna) — село в Польщі, у гміні Сокулка Сокульського повіту Підляського воєводства.
Населення — 72 особи (2011).
У 1975-1998 роках село належало до Білостоцького воєводства.

## Демографія
Демографічна структура станом на 31 березня 2011 року:
|          | Загалом | Допрацездатний вік | Працездатний вік | Постпрацездатний вік |
| -------- | ------- | ------------------ | ---------------- | -------------------- |
| Чоловіки | 41      | 10                 | 29               | 2                    |
| Жінки    | 31      | 7                  | 18               | 6                    |
| Разом    | 72      | 17                 | 47               | 8                    |